# Buchlovice
Buchlovice (deutsch Buchlowitz, älter auch Buchlawitz (1324), Puchlawitz (1371)) ist ein Flecken am Fuße des Marsgebirges in Tschechien. Er liegt acht Kilometer nordwestlich der Bezirksstadt Uherské Hradiště und gehört zum Okres Uherské Hradiště.

## Geschichte
Buchlovice wurde erstmals am Ende des 13. Jahrhunderts erwähnt. Es war damals im Besitz des niederen Adels. Im 15. Jahrhundert konnten die Herren von Krawarn und von Domamyslice einen Großteil des territorial zerstreuten Besitzes erwerben und vereinigen. Ihnen folgten nach 1540 die Herren von Žerotín, die dem Dorf Buchlovice auch die Burgherrschaft Buchlov einfügten. 1644 erwarben die Herren Peterswald von Peterswald die vereinten Herrschaften Buchlov und Buchlovice. Johann Dietrich Peterswald von Peterswald errichtete Anfang des 18. Jahrhunderts das Schloss Buchlovice mit einem prächtigen Park und machte Buchlovice zum Mittelpunkt der Herrschaft. Die baulichen Aktivitäten und die Ansiedlung obrigkeitlicher Ämter hatten einen wirtschaftlichen Aufschwung zur Folge.
1805 erhielt Buchlovice den Rang eines Städtchens, in dem jedes Jahr vier Jahrmärkte abgehalten werden durften. Für 1838 sind in Buchlovice 311 Häuser nachgewiesen.
Auch die Grafen Berchtold, denen Buchlovice seit 1763 gehörte, erwarben sich Verdienste um die wirtschaftliche und kulturelle Entwicklung und um das Gemeinwohl des Städtchens, das bis 1945 in ihrem Besitz blieb. Darunter waren der Aufklärer Leopold (1759–1809), der Naturwissenschaftler Friedrich (1780–1876) und der österreichische Außenminister Leopold Berchtold.
Im Jahre 2006 erhielt Buchlovice den Status eines Městys.
Heute hat das Städtchen eine Bedeutung als Industriestandort für die Umgebung.

## Gemeindegliederung
Für den Flecken Buchlovice sind keine Ortsteile ausgewiesen. Zu Buchlovice gehören die Ansiedlungen Buchlov, Chrastě, Lázně Leopoldov, Smraďavka, Trnávky, Újezda und Zahrady.

## Partnergemeinden
- Chotoviny, Tschechien
- Soblahov, Slowakei

## Sehenswürdigkeiten
- Schloss Buchlovice
- Burg Buchlov
- Kapelle der Hl. Barbara in Buchlov
- Jagdschlösschen in Lázně Leopoldov
- Die Pfarrkirche St. Martin wurde 1650 im Stil des Barock umgebaut.
- Die ehemalige Elisabethkapelle gehörte um 1619 den Böhmischen Brüdern und diente nach 1766 als Militärdepot.

## Persönlichkeiten
- Arnošt Hrabal (1886–1969), Künstler, Priester und Pädagoge